# 지병호
지병호(池昺豪, 1973년 2월 2일 ~ )는 전 KBO 리그 야구 선수의 투수이다. 현재 인천웨이브스 감독이다.

## 출신학교
- 1988년 ~ 1991년 : 인천고등학교
- 1991년 ~ 1995년 : 동국대학교 (1991학번)